# バラウル (伝説の竜)

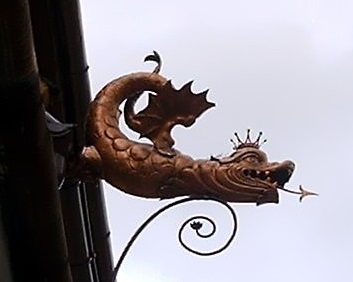
建物の装飾にみられるバラウルの像。ルーマニアのブラショヴで撮影。

バラウル (ルーマニア語: balaur, 複数形 balauri) は、ルーマニアの民話に登場するドラゴン。多頭で有翼ともされる。
民話では、乙女の生贄を喰らったり、イレアナ王女を捉えたのち、《美童子》ファトフルモスや聖ゲオルギオスなどの勇者に倒される悪役で登場する。
一部の伝承ではバラウルが天候に影響を及ぼすとされ、空中に生息するともいわれるが、その種のバラウルは、アラとも呼ばれており、汎スラブ圏の天候の魔物との混同がみられる。また、天候をあやつる黒魔術師ショロモナルの乗り物となる竜は、ズメウでなくバラウルであるとも伝わる。
またバラウルが宝石を生成するという伝説もある。

## 概説
バラウルはルーマニアの伝承で"蛇の怪物"またはドラゴンと定義される。
多頭竜のため、ギリシア神話の地獄犬ケルベロスやヒュドラーに相通ずるとされ、また有翼で黄金色であるともいわれる。
民話ではバラウルは、乙女を食い殺す竜で、《美童子》ファトフルモスに倒される、などと語られる。あるいはバラウルがイレアナ・コスンツァーナ姫を拉致する役に回る場合もあるが、民話学者ラザル・シャイネヤヌによれば、その悪役は通常ズメウが引き受けるもので、この場合のズメウは竜でなく礫状の尾（またはうろこ状の尾））を複数もつ巨人である。このように、バラウルとズメウはしばしば混同される。
また、民話学者トゥドル・パムフィレは、水棲（井戸に棲む）・陸棲・空中棲の３種類の民間伝承があるとしている。パムフィレが挙げる典型例ではバラウルは村の井戸に生息し、乙女や乙女の魂を生贄として要求するが、ブスイオック（ルーマニア語: Busuioc）という名の英雄や、聖ゲオルギオスによって竜退治される。
パムフィレの亜種例は、「アルメニアの地」（ルーマニア語: ţara armenească）に生息するとされるバラウルで、宝石を作り出すとされる。バラウルの唾液が宝石に変成するという言い伝えがワラキア地方にあることは、19世紀のアメリカの作家コーラ・リン・ダニエルズにより記録されている。ただ、蛇の唾液は宝石に変化するという俗信は、英国から中国まで広域に存在する、とローマニアの民俗学者ミルチャ・エリアーデは述べている。
バラウルは、一部の伝承では天候と深く関わるとされ、ハラやアラと呼ばれるが、これはスラヴ全般に伝わる水や空気の魔物の事である。これをパムフィレは空中に棲む「第三の種類」のバラウルと位置付ける。フランスのルーマニア語翻訳家でヴァンパイアの著作もあるアドリエン・クレメネ (Adrien Cremene) の説明でも、空中にも棲むことができ、雲やもや、地下水の流れを操ることもできるという。パムフィレによれば、二匹のバラウルが出会って戦うと、大木が根こそぎにされたり、戦い後に嵐がおきたり、雹が降るといわれる。
バラウルには虹を道として使い、あらゆる場所から水気を奪い、やがてのち降雨をもたらすという伝説がある。また、バナト・ブルガリア人の伝説のラミャ、現地ではラマ（バナト・ブルガリア方言:lam'a） と称される竜は、海から水分を吸い取り、雨雲に貯えるとされているが、よく似た伝説がバラウルにもあるという。
また、天候操作の秘術を悪魔より教育された黒魔術師ショロモナル（ショロマンツァ学校生）の乗り物はズメウ竜であるとされることがしばしばであるが、バラウル竜に乗るとする資料もある。バラウルを御するためには、黒魔術師たちは「金色の頭絡」を竜にはめてつかうという。バラウル竜は、待機するあいだは湖中深くに潜むとされる。

## 語源
ルーマニア語 balaur（マケド・ルーマニア語 bul'ar）の語源は定かでない。一仮説によればアルバニア語 boljë（「蛇」）、 buljar（「水蛇」）に通じ、 それらはトラキア語の語根 *bell- や *ber- 「獣、怪物」より発生した語で、同じ語根はギリシア神話の英雄の名ベレロポーン（Bellerophon「獣を殺す者」の意）にも名残をとどめるといわれる。
トランシルヴァニア・ザクセン方言 balaur「竜」や balaura は、セルビア語で転じて悪口に使われる借用語である。セルビア・クロアチア語 blavor/blaor/blavur（「バルカンヘビガタトカゲ」）は、balaurと同源語であり、古代バルカン諸語から現代セルビア・クロアチア語に遺される数少ない単語例だとされている。

## バラウルに由来する名前

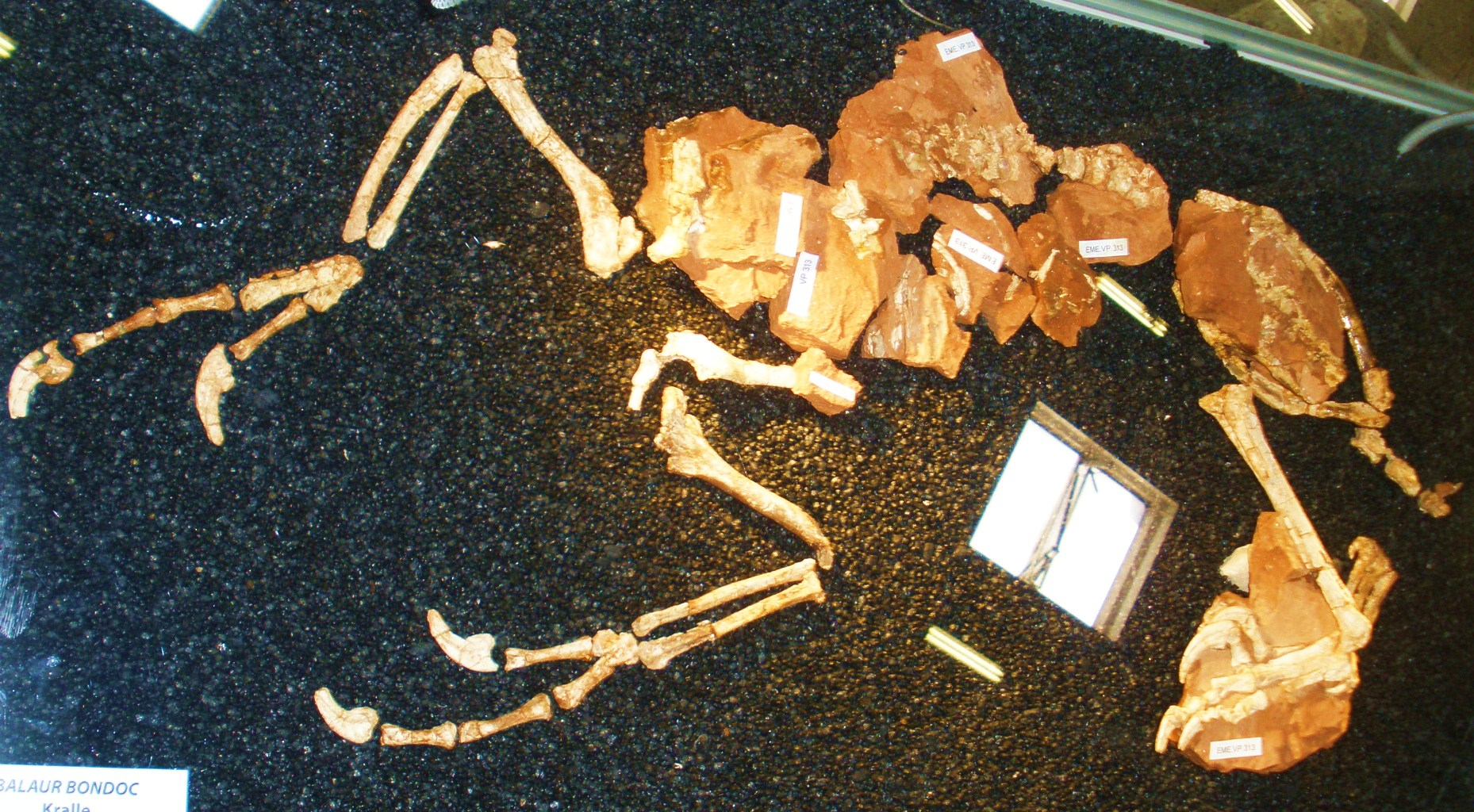
Balaur（絶滅した獣脚類）の化石。2011年10月、ミュンヘンでの化石の展示会で撮影。

ルーマニアで発見された恐竜は、2010年8月に、民話のバラウルにちなんでバラウル・ボンドックと名付けられた。
また、「バラウル」はルーマニアの人名にもみられる。